# Jackie Fayter-Hough
Jackie Fayter-Hough (née le 10 juin 1951) est une joueuse de tennis britannique, professionnelle dans les années 1970.
Elle s'est essentiellement illustrée dans les épreuves de double, au Royaume-Uni.

## Palmarès

### Titre en simple dames
| No | Date       | Nom et lieu du tournoi                     | Catégorie | Surface      | Finaliste   | Score    |          |
| -- | ---------- | ------------------------------------------ | --------- | ------------ | ----------- | -------- | -------- |
| 1  | 15-07-1974 | Rothmans North of England Champ's, Hoylake |           | Gazon (ext.) | Patti Hogan | 6-0, 7-5 | Parcours |

### Finale en simple dames
Aucune

### Titre en double dames
| No | Date       | Nom et lieu du tournoi                    | Catégorie | Surface      | Partenaire     | Finalistes                      | Score    |          |
| -- | ---------- | ----------------------------------------- | --------- | ------------ | -------------- | ------------------------------- | -------- | -------- |
| 1  | 29-05-1972 | Rothmans Surrey GC Championships Surbiton |           | Gazon (ext.) | Lesley Charles | Patricia Coleman Wendy Turnbull | 6-4, 7-7 | Parcours |

### Finales en double dames
| No | Date       | Nom et lieu du tournoi                    | Catégorie | Surface         | Vainqueures                    | Partenaire     | Score         |          |
| -- | ---------- | ----------------------------------------- | --------- | --------------- | ------------------------------ | -------------- | ------------- | -------- |
| 1  | 14-05-1973 | Mercedes-Benz Open Lee-on-Solent          |           | Terre (ext.)    | Evonne Goolagong Janet Young   | Peggy Michel   | 6-1, 6-2      | Parcours |
| 2  | 04-06-1973 | Rothmans Championships Chichester         |           | Gazon (ext.)    | Julie Heldman Ann Kiyomura     | Peggy Michel   | 7-5, 6-3      | Parcours |
| 3  | 11-06-1973 | Green Shield Kent Championships Beckenham |           | Gazon (ext.)    | Marina Kroschina Olga Morozova | Peggy Michel   | 8-6, 6-3      | Parcours |
| 4  | 28-10-1974 | Dewar Cup of Cardiff Cardiff              | Dewar Cup | Moquette (int.) | Lesley Charles Sue Mappin      | Joyce Barclay  | 3-6, 6-2, 6-2 | Parcours |
| 5  | 11-07-1977 | Colgate Trophy Kitzbühel                  |           | Terre (ext.)    | Helen Cawley Rayni Fox         | Lesley Charles | 6-1, 6-4      |          |

## Parcours en Grand Chelem

### En simple dames
| Année | Open d'Australie (janvier) | Open d'Australie (janvier) | Internationaux de France | Internationaux de France | Wimbledon       | Wimbledon      | US Open         | US Open        | Open d'Australie (décembre) | Open d'Australie (décembre) |
| ----- | -------------------------- | -------------------------- | ------------------------ | ------------------------ | --------------- | -------------- | --------------- | -------------- | --------------------------- | --------------------------- |
| 1970  | -                          | -                          | -                        | -                        | 1er tour (1/64) | C. Sandberg    | -               | -              | n/a                         | n/a                         |
| 1971  | -                          | -                          | -                        | -                        | 2e tour (1/32)  | Linda Tuero    | -               | -              | n/a                         | n/a                         |
| 1972  | -                          | -                          | -                        | -                        | 1er tour (1/64) | Linda Tuero    | -               | -              | n/a                         | n/a                         |
| 1973  | -                          | -                          | 2e tour (1/16)           | Patricia Bostrom         | 2e tour (1/32)  | Glynis Coles   | 1er tour (1/32) | Marita Redondo | n/a                         | n/a                         |
| 1974  | 3e tour (1/8)              | Judy Tegart                | 2e tour (1/16)           | Marie Neumanova          | 1er tour (1/64) | Ann Kiyomura   | 1er tour (1/32) | Janet Young    | n/a                         | n/a                         |
| 1975  | -                          | -                          | -                        | -                        | 2e tour (1/32)  | Jenny Dimond   | -               | -              | n/a                         | n/a                         |
| 1976  | -                          | -                          | -                        | -                        | 2e tour (1/32)  | Françoise Dürr | 3e tour (1/16)  | Marcie Louie   | n/a                         | n/a                         |
| 1977  | -                          | -                          | 1er tour (1/32)          | Linky Boshoff            | 2e tour (1/32)  | Yvonne Vermaak | -               | -              | -                           | -                           |
| 1978  | n/a                        | n/a                        | 1er tour (1/32)          | Iva Budařová             | 1er tour (1/64) | Marita Redondo | 1er tour (1/64) | Sonoe Yonezawa | -                           | -                           |

À droite du résultat, l’ultime adversaire.

### En double dames
| Année | Open d'Australie (janvier)    | Open d'Australie (janvier) | Internationaux de France | Internationaux de France | Wimbledon                     | Wimbledon                 | US Open                      | US Open                     | Open d'Australie (décembre) | Open d'Australie (décembre) |
| ----- | ----------------------------- | -------------------------- | ------------------------ | ------------------------ | ----------------------------- | ------------------------- | ---------------------------- | --------------------------- | --------------------------- | --------------------------- |
| 1971  | -                             | -                          | -                        | -                        | 2e tour (1/16) V. Burton      | Rosie Casals B. J. King   | -                            | -                           | n/a                         | n/a                         |
| 1972  | -                             | -                          | -                        | -                        | 3e tour (1/8) L. Charles      | F. Bonicelli M. Fernández | -                            | -                           | n/a                         | n/a                         |
| 1973  | -                             | -                          | -                        | -                        | 3e tour (1/8) Peggy Michel    | F. Dürr Betty Stöve       | 1er tour (1/16) R. Giscafré  | Julie Anthony Mona Schallau | n/a                         | n/a                         |
| 1974  | 1er tour (1/16) Marilyn Tesch | Helen Gourlay K. Krantzcke | -                        | -                        | 2e tour (1/16) P. Peisachov   | Kathy May Greer Stevens   | 2e tour (1/8) Patti Hogan    | Helen Gourlay K. Krantzcke  | n/a                         | n/a                         |
| 1976  | -                             | -                          | -                        | -                        | 2e tour (1/16) M. Tyler       | Chris O'Neil Jenny Walker | 1er tour (1/32) W. Gilchrist | Mehmedbasich Mimi Wikstedt  | n/a                         | n/a                         |
| 1977  | -                             | -                          | -                        | -                        | 3e tour (1/8) R. Maršíková    | Helen Cawley J. Russell   | -                            | -                           | -                           | -                           |
| 1978  | n/a                           | n/a                        | -                        | -                        | -                             | -                         | 3e tour (1/8) M. Blackwood   | B. J. King Navrátilová      | -                           | -                           |
| 1979  | n/a                           | n/a                        | -                        | -                        | 1er tour (1/32) Anthea Cooper | L. Antonoplis Diane Evers | -                            | -                           | -                           | -                           |

Sous le résultat, la partenaire ; à droite, l’ultime équipe adverse.

### En double mixte
| Année | Open d'Australie (janvier) | Open d'Australie (janvier) | Internationaux de France | Internationaux de France | Wimbledon                     | Wimbledon                  | US Open | US Open | Open d'Australie (décembre) | Open d'Australie (décembre) |
| ----- | -------------------------- | -------------------------- | ------------------------ | ------------------------ | ----------------------------- | -------------------------- | ------- | ------- | --------------------------- | --------------------------- |
| 1970  | n/a                        | n/a                        | -                        | -                        | 1er tour (1/64) Munawar Iqbal | Jane O'Hara John Bartlett  | -       | -       | n/a                         | n/a                         |
| 1971  | n/a                        | n/a                        | -                        | -                        | 2e tour (1/32) Munawar Iqbal  | Jane O'Hara John Bartlett  | -       | -       | n/a                         | n/a                         |
| 1972  | n/a                        | n/a                        | -                        | -                        | 1er tour (1/64) Munawar Iqbal | Joyce Barclay David Lloyd  | -       | -       | n/a                         | n/a                         |
| 1973  | n/a                        | n/a                        | -                        | -                        | 1er tour (1/64) Munawar Iqbal | P. Coleman Greg Perkins    | -       | -       | n/a                         | n/a                         |
| 1974  | n/a                        | n/a                        | -                        | -                        | 3e tour (1/16) Munawar Iqbal  | Winnie Shaw K. Wooldridge  | -       | -       | n/a                         | n/a                         |
| 1975  | n/a                        | n/a                        | -                        | -                        | 2e tour (1/16) Robert Wilson  | R. Whitehouse John Yuill   | -       | -       | n/a                         | n/a                         |
| 1976  | n/a                        | n/a                        | -                        | -                        | 2e tour (1/16) Robert Wilson  | Rosie Casals Dick Stockton | -       | -       | n/a                         | n/a                         |
| 1977  | n/a                        | n/a                        | -                        | -                        | 1er tour (1/32) Robert Wilson | Mary Carillo John McEnroe  | -       | -       | n/a                         | n/a                         |

Sous le résultat, le partenaire ; à droite, l’ultime équipe adverse.